# Seznam vojaških spopadov med rusko invazijo na Ukrajino (2022)
To je seznam vojaških spopadov med rusko invazijo na Ukrajino leta 2022, ki zajema kopenske, pomorske in zračne spopade ter kampanje, operacije, frontne linije in obleganja. Kampanje se na splošno nanašajo na širše strateške operacije, ki se izvajajo na velikem ozemlju in v daljšem obdobju. Bitke se na splošno nanašajo na kratka obdobja intenzivnega boja, ki so lokalizirana na določenem območju in v določenem obdobju.  Uporaba izrazov pri poimenovanju ni dosledna.

## Februar 2022
| Name                       | Oblast           | Začetek     | Konec       | Ofenziva                                                 | Rezultat                     |
| -------------------------- | ---------------- | ----------- | ----------- | -------------------------------------------------------- | ---------------------------- |
| Bitka za Avdijivko         | Donecka          | 20. februar |             | Južna ukrajinska ofenziva                                | Še poteka                    |
| Napad na Kačji otok        | Odeška           | 24. februar | 25. februar | Južna ukrajinska ofenziva                                | Ruska zmaga                  |
| Bitka za letališče Antonov | Kijevska         | 24. februar | 25. februar | Kijevska ofenziva                                        | Ruska zmaga in kasnejši umik |
| Zasedba Černobila          | Kijevska         | 24. februar | 24. februar | Kijevska ofenziva                                        | Ruska zmaga in kasnejši umik |
| Bitka za Harkov            | Harkovska        | 24. februar | 14. maj     | Južna ukrajinska ofenziva in Vzhodna ukrajinska ofenziva | Ukrajinska zmaga             |
| Bitka za Herson            | Hersonska oblast | 24. februar | 2. marec    | Južna ukrajinska ofenziva                                | Ruska zmaga in okupacija     |
| Bitka za Konotop           | Sumska           | 24. februar | 25. februar | Severozahodna ukrajinska ofenziva                        | Ruska zmaga in kasnejši umik |
| Bitka za Ohtirko           | Sumska           | 24. februar | 26. marec   | Severovzhodna ukrajinska ofenziva                        | Ukrajinska zmaga             |
| Bitka za Sumi              | Sumska           | 24. februar | 4. april    | Severovzhodna ukrajinska ofenziva                        | Ukrajinska zmaga             |
| Bitka za Trostjanec        | Sumska           | 24. februar | 26. marec   | Severovzhodna ukrajinska ofenziva                        | Ukrajinska zmaga             |
| Obleganje Černigova        | Černigovska      | 24. februar | 4. april    | Severovzhodna ukrajinska ofenziva                        | Ukrajinska zmaga             |
| Obleganje Mariupola        | Donecka          | 24. februar | 20. maj     | Vzhodna in Južna ukrajinska ofenziva                     | Ruska zmaga                  |
| Bitka za Ivankov           | Kijevska         | 25. februar | 27. februar | Kijevska ofenziva                                        | Ruska zmaga in kasnejši umik |
| Bitka za Kijev             | Kijev            | 25. februar | 31. marec   | Kijevska ofenziva                                        | Ukrajinska zmaga             |
| Bitka za Gostomel          | Kijevska         | 25. februar | 1. april    | Kijevska ofenziva                                        | Ukrajinska zmaga             |
| Bitka za Melitopol         | Zaporiška        | 25. februar | 1. marec    | Južna ukrajinska ofenziva                                | Ruska zmaga in okupacija     |
| Bitka za Volnovaho         | Donecka          | 25. februar | 12. marec   | Vzhodna ukrajinska ofenziva                              | Ruska zmaga                  |
| Bitka za Lebedin           | Sumska           | 26. februar | 4. april    | Severovzhodna ukrajinska ofenziva                        | Ukrajinska zmaga             |
| Bitka za Mikolajiv         | Mikolajivska     | 26. februar | 8. april    | Južna ukrajinska ofenziva                                | Ukrajinska zmaga             |
| Bitka za Vasilkov          | Kijevska         | 26. februar | 26. februar | Kijevska ofenziva                                        | Ukrajinska zmaga             |
| Bitka za Bučo              | Kijevska         | 27. februar | 31. marec   | Kijevska ofenziva                                        | Ukrajinska zmaga             |
| Bitka za Irpin             | Kijevska         | 27 februar  | 28 marec    | Kijevska ofenziva                                        | Ukrajinska zmaga             |
| Bitka za Energodar         | Zaporiška        | 28 februar  | 4 marec     | Južna ukrajinska ofenziva                                | Ruska zmaga                  |

## Marec–junij 2022
| Ime                     | Oblast                       | Začetek   | Konec     | Ofenziva                          | Izid                         |
| ----------------------- | ---------------------------- | --------- | --------- | --------------------------------- | ---------------------------- |
| Bitka za Voznesensk     | Mikolajivska                 | 2. marec  | 13. marec | Južna ukrajinska ofenziva         | Ukrajinska zmaga             |
| Bitka za Izjum          | Harkovska                    | 3. marec  | 1. april  | Severovzhodna ukrajinska ofenziva | Ruska zmaga                  |
| Bitka za Brovari        | Kijevska                     | 9. marec  | 1. april  | Kijevska ofenziva                 | Ukrajinska ofenziva          |
| Bitka za Rubižno        | Luganska                     | 15. marec | 12. maj   | Vzhodna ukrajinska ofenziva       | Ruska zmaga                  |
| Bitka za Slavutič       | Kijevska                     | 18. marec | 27. marec | Kijevska ofenziva                 | Ruska zmaga in kasnejši umik |
| Bitka za Popasno        | Luganska                     | 18. marec | 7. maj    | Vzhodna ukrajinska ofenziva       | Ruska zmaga                  |
| Bitka za Dovgenke       | Harkovska                    | 11. april |           | Vzhodna ukrajinska ofenziva       | Še poteka                    |
| Bitka za Donbas         | Donecka, Harkovska, Luganska | 18. april |           | Vzhodna ukrajinska ofenziva       | Še poteka                    |
| Bitka za Kremino        | Luganska                     | 18. april | 19. april | Vzhodna ukrajinska ofenziva       | Ruska zmaga                  |
| Bitka za Siverski Donec | Luganska                     | 5. maj    | 13. maj   | Vzhodna ukrajinska ofenziva       | Ukrajinska zmaga             |
| Bitka za Severodoneck   | Luganska                     | 6. maj    | 25. junij | Vzhodna ukrajinska ofenziva       | Ruska zmaga                  |
| Bitka za Toškivko       | Luganska                     | 10. maj   | 21. junij | Vzhodna ukrajinska ofenziva       | Ruska zmaga                  |
| Bitka za Liman          | Donecka                      | 23. maj   | 27. maj   | Vzhodna ukrajinska ofenziva       | Ruska zmaga                  |
| Bitka za Davidiv Brid   | Hersonska                    | 27. maj   | 6. junij  | Južna ukrajinska ofenziva         | Ruska zmaga                  |
| Bitka za Svjatogirsk    | Donecka                      | 30. maj   | 8. junij  | Vzhodna ukrajinska ofenziva       | Ruska zmaga                  |
| Bitka za Lisičansk      | Luganska                     | 25. junij |           | Vzhodna ukrajinska ofenziva       | Še poteka                    |